# Воксгол-Ґарденз
Воксгол-Ґарденз (англ. Vauxhall Gardens)  — розважальні сади у Лондоні, одне з головних місць громадського відпочинку та розваг у Лондоні, Англія з середини 17 століття до середини 19. 

## Історія

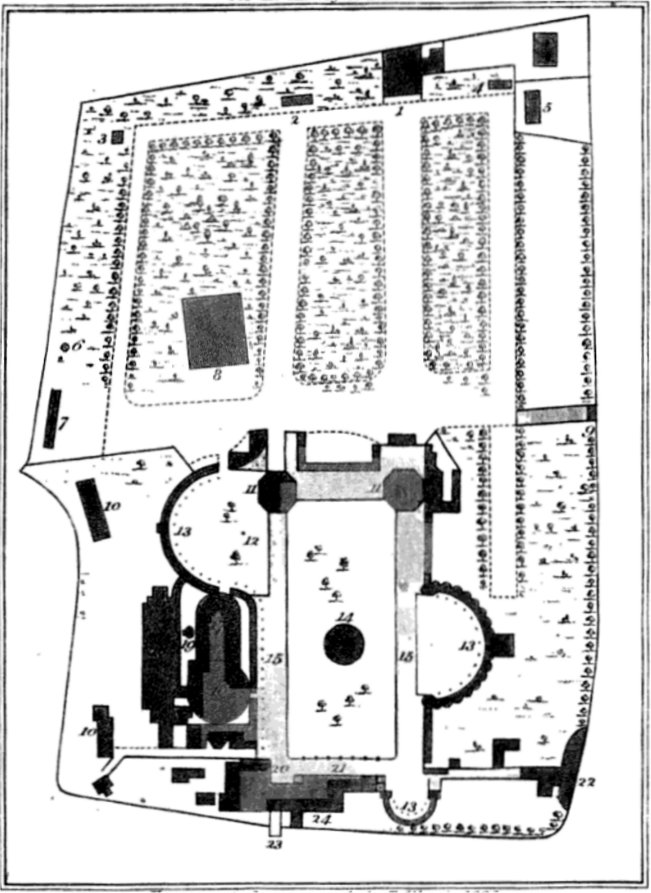
План «Воксгол-Ґарденз», 1826 рік

Воксгол-Ґарденз знаходився у районі Кенінгтон, на південному березі Темзи, який до самого кінця існування саду був поза зоною забудови столиці. Воксгол-Ґарденз до 1785 був також відомий як Нью Спрінг-Ґарденз і займав частину місцевості, яка зараз є невеличким громадським парком, що має назву Спрінґ-Ґарденз.
У 1859 році сади були знесені, на цьому місці розмістили різні промислові об'єкти. 
1976 року на місці «Воксгол-Ґарденз» було створено парк «Спрінґ-Ґарденз», який у 2012 році був перейменований в «Vauxhall Pleasure Gardens». 
Парк нині розташований на території лондонського боро Ламбет.